# Габе, Дина Руфиновна
Дина Руфиновна (Рувимовна) Габе (1912—1982) — советский генетик растений и геомикробиолог, лауреат Ленинской премии (1964).
Дочь архитектора Руфина (Рувима) Михайловича (Рувина Михелевича) Габе и врача Лии Иосифовны (Осиповны) Габе. Двоюродная сестра — детская писательница Габбе, Тамара Григорьевна.
Выпускница аспирантуры кафедры генетики растений Ленинградского университета (научный руководитель - М.А.Розанова). После защиты кандидатской диссертации (1937) оставлена на кафедре. В 1941 г. после разгрома кафедры лысенковцами уволилась и уехала в Камышин к своей тётке Елене Михайловне Плачек — известному селекционеру, сотруднице Г.К.Мейстера.
Вскоре поступила на работу в Лабораторию капиллярной микроскопии АН СССР. Начинала с должности шлифовальщицы стекла, потом переведена в научные сотрудники. Вышла замуж за руководителя лаборатории – Б. В. Перфильева.
Вместе с мужем работала в группе микрофациального анализа при Лаборатории гидрогеологических проблем АН СССР им. Ф.П.Саваренского.
В 1964 г. ей и Б.В.Перфильеву присуждена Ленинская премия за научный труд «Капиллярные методы изучения микроорганизмов», опубликованный в 1961 г.
Похоронена на Серафимовском кладбище Санкт-Петербурга.